# Luigi Cossa
Pour les articles homonymes, voir Cossa.
Luigi Cossa (27 mai 1831, Milan - 10 mai 1896, Padoue) était un économiste italien.

## Biographie
Luigi Cossa réalise ses études aux universités de Pavie, Vienne et Leipzig, avant d'enseigner l'économie politique à Pavie en 1858. 

## Œuvres
Luigi Cossa est l'auteur de plusieurs œuvres qui lui donné une grande réputation, notamment Scienza della finanze (1875), Guida allo studio dell' economia politica (1876), Introduzione allo studio dell' economia politica (1876) et Saggi di economia politica (1878).

## Source
- Hugh Chisholm, Encyclopædia Britannica (Eleventh ed., 1911), Cambridge University Press, volume 7, article « Cossa, Luigi. »